# Мусин, Дамир Маратович
Дамир Маратович Мусин (род. 5 октября 1994, Казань, Татарстан, Россия) — российский хоккеист, защитник. Обладатель Кубка Гагарина 2018 года.

## Биография
Дамир Мусин родился 5 октября 1994 года в российском городе Казань.

### Клубная карьера
С 2010 года начал играть на позиции защитника за молодёжные команды из системы казанского «Ак Барса»: в 2010—2015 и 2016—2019 годах выступал за казанский «Барс» в МХЛ и ВХЛ, в 2011—2013 годах — за казанский «Ирбис» в МХЛ-Б.
В 2014 году дебютировал в составе «Ак Барса» в КХЛ. В первом сезоне провёл в регулярном первенстве и Кубке Гагарина 53 матча и набрал 4 (0+4) очка. За четыре сезона на счету Мусина в составе казанцев 184 матча и 26 (6+20 очков).
В 2018 году, играя за «Ак Барс», стал обладателем Кубка Гагарина, хотя в плей-офф не участвовал.
В сезоне-2018/19 играл в КХЛ за «Сочи» и нижнекамский «Нефтехимик», после чего был возвращён в «Ак Барс» в обмен на денежную компенсацию.
В сезоне-2019/20 провёл один матч в составе «Ак Барса», выступая в основном за «Барс», но вскоре перешёл в московский «Спартак» в обмен на Вячеслава Лещенко. В составе красно-белых сыграл 33 матча, набрал 5 (1+4) очков.
22 июня 2021 года перешёл в подольский «Витязь», подписав контракт на один сезон.
3 июня 2022 года подписал годичный контракт с «Адмиралом».

### Международная карьера
В феврале 2017 года был вызван в сборную России на Шведские хоккейные игры — этап Еврохоккейтура. Участвовал во всех трёх матчах против Финляндии (2:1), Швеции (2:4) и Чехии (4:2), в поединке со шведами сделал голевую передачу Максиму Карпову.